# Ángeles Pedraza
María de los Ángeles Pedraza Portero (Montilla, 1957) es una activista antiterrorista española. Fue presidenta de la Asociación de Víctimas del Terrorismo desde 2010 hasta 2016. El 11 de marzo de 2004, Pedraza perdió a su hija Myriam en los atentados del 11-M, en Madrid.

## Biografía
Nació en la localidad cordobesa de Montilla, pero se trasladó muy joven a vivir a Madrid con su familia. A los catorce años, tras terminar la educación básica, comenzó a trabajar en El Corte Inglés. Se casó a los 19 años y tuvo dos hijos, Myriam y Javier, que tenían doce y siete años respectivamente cuando, ya con 32 años, Ángeles se divorció de su marido. El 11 de marzo de 2004, Pedraza perdió a su hija Myriam, casada y de 25 años, en los atentados perpetrados por terroristas islámicos del 11-M. Su otro hijo, que debía haber ido en el mismo tren, se salvó al haberse quedado dormido.
Con el novelista Gabriel Ruiz Fuentes escribió en 2005 Miryam fue uno de ellos, con prólogos de María San Gil y Rosa Díez, en la que volcó su dolor por el asesinato de su hija. Según afirmó, «no encontré otra salida para evitar la locura». Los beneficios fueron destinados a las víctimas del terrorismo.

### Asociación de Víctimas del Terrorismo
Tras el asesinato de su hija, Pedraza ingresó en la Asociación de Víctimas del Terrorismo (AVT). En 2008 entró a formar parte, como vicepresidenta, de la junta directiva de la AVT, liderada por Juan Antonio García Casquero, que ocupó el cargo tras la dimisión de Francisco José Alcaraz. El 29 de mayo de 2010 se produjo la renovación de la junta directiva. Tras dos años en el cargo, García Casquero renunció a seguir y Pedraza, al frente la única candidatura presentada, se hizo con la presidencia, obteniendo el 94,6% de los votos.
En agosto de 2012, reveló que padece cáncer de útero. Aunque le había sido detectado del año anterior, no lo había hecho público. Ha pasado por dos operaciones y sesiones de quimioterapia y sigue luchando contra la enfermedad. En 2013, tras más de 41 años trabajando en El Corte Inglés, se jubiló para dedicarse a tiempo completo a su trabajo en la AVT.
Como presidenta de la AVT, en septiembre del 2012, Ángeles Pedraza se posicionó firmemente contra la excarcelación del etarra Josu Uribetxeberría Bolinaga. También expresó su oposición al cumplimiento de la sentencia sobre la doctrina Parot por parte del Tribunal Europeo de Derechos Humanos (TEDH) en octubre de 2013, postulando que España debía abandonar el Convenio Europeo de Derechos Humanos, o que el Tribunal Supremo debería desaparecer cuando este no se opuso a la aplicación de la sentencia del TEDH. En relación con los atentados del 11-M mantiene que "no ha sido descubierto el autor intelectual" y que "no sabemos ni la mitad del 11-M".
En abril de 2016 dejó la presidencia de la AVT, siendo nombrada presidenta de honor de la misma a propuesta del nuevo presidente Alfonso Sánchez Rodrigo.

### Trayectoria política
En octubre de 2016, medio año después de haber dejado la presidencia de la AVT, Ángeles Pedraza se incorporó al Partido Popular (PP) y recibió el carnet de afiliada de mano de la presidenta de la gestora del PP en la Comunidad de Madrid, Cristina Cifuentes, en un acto celebrado en la sede del distrito de Moncloa-Aravaca.
Ha ocupado diversos cargos en el PP de la Comunidad de Madrid. En octubre de 2018, el ejecutivo regional, encabezado por Ángel Garrido, la puso al frente de la recién creada Oficina del Comisionado de las Víctimas del Terrorismo. En marzo de 2019, el líder del PP nacional, Pablo Casado, la incorporó en la lista del Senado por Madrid para las elecciones generales celebradas en abril, aunque no obtuvo escaño.
Entre agosto y septiembre de 2019, con la formación del nuevo ejecutivo madrileño, encabezado por Isabel Díaz Ayuso, Ángeles Pedraza encadenó tres cargos y dos ceses en el espacio de dos semanas. En primer lugar, fue nombrada el 27 de agosto comisionada para la Atención a las Víctimas del Terrorismo. El 3 de septiembre fue relevada del cargo y nombrada en su lugar comisionada para la Cañada Real Galiana. Finalmente, fue cesada el 10 de septiembre y designada gerente del organismo autónomo Madrid 112.